# Ma concierge est trop jolie
Ma concierge est trop jolie è un cortometraggio del 1912 diretto da André Heuzé.